# Kibajuni
Le kibajuni ou kitikuu est un dialecte du swahili parlé par les Bajuni (en) sur les îles Bajuni et sur la côte entre le sud de Lamu au Kenya et le sud de Kismayoo dans la province de Jubbada Hoose en Somalie.